# 普爾德巴赫河
51°05′45″N 7°17′32″E / 51.09577397°N 7.29228526°E
普爾德巴赫河（德語：Purder Bach），是德國的河流，位於該國西部，處於北萊茵-威斯特法倫州，屬於丁恩河的右支流，河道全長6.1公里，流域面積9.4平方公里。